# Чои Хјенђу
Чои Хјенђу archery.org(кореј. 최현주; 6. април 1984) је стреличарка из Јужне Кореје. На летњим олимпијским играма 2012. године у Лондону освојила златну медаљу у екипној конкуренцији заједно са колегиницама из репрезентације.